# NGC 1191
NGC 1191 ist eine elliptische Galaxie vom Hubble-Typ E/S0 im Sternbild Eridanus am Südsternhimmel. Sie ist schätzungsweise 412 Millionen Lichtjahre von der Milchstraße entfernt und hat einen Durchmesser von etwa 75.000 Lj. Die Galaxie gilt als Teil der Hickson Compact Group HCG 22, ist jedoch viel weiter entfernt als die anderen Mitglieder.
Das Objekt wurde am 2. Dezember 1885 von dem Astronomen Francis Preserved Leavenworth entdeckt.